# Christian Dietrich Grabbe
Christian Dietrich Grabbe (11. prosince 1801, Detmold, Knížectví Lippe – 12. září 1836, Detmold) byl německý dramatik předbřeznového období. Napsal mnoho historických her, pro něž je typický misantropický, rozčarovaný a pesimistický pohled na svět. Heinrich Heine považoval Grabbeho za jednoho z předních německých dramatiků a nazval jej „opilým Shakespearem“. Českému publiku jsou známé především jeho hry Don Juan a Faust a Žert, satira, ironie a hlubší význam.

## Život
Narodil se v Detmoldu jako syn vězeňského dozorce, ve věku šestnácti let začal coby gymnazista psát divadelní hry. Stipendium udělené kněžnou Pauline mu umožnilo studovat právo na univerzitách v Berlíně a Lipsku, kde se seznámil s Heinrichem Heinem. Po promoci v roce 1823 se neúspěšně ucházel o místo divadelního režiséra.
Grabbe se vrátil do Detmoldu, složil závěrečnou státní zkoušku a snažil se najít zaměstnání jako právník, ale bezvýsledně. Až v roce 1826 byl jmenován jako vojenským auditorem, zpočátku bez nároku na odměnu. Od roku 1831 se zhoršoval jeho alkoholismus. Poté, co se od něj odvrátila snoubenka, se v roce 1833 oženil s Louise Christinou Clostermeierovou, ale manželství bylo nešťastné. Rok nato Grabbe opustil Detmold a odešel do Frankfurtu nad Mohanem. Zde se nepohodl se svým vydavatelem.
Opět změnil působiště a odešel do Düsseldorfu, kde přechodně pracoval ve Starém divadle s Karlem Immermannem. Poté se vrátil do Detmoldu v roce 1836 jako zlomený člověk. Jeho manželka podala žádost o rozvod.
Christian Dietrich Grabbe zemřel na paralýzu a byl pohřben v rodném Detmoldu, a to vedle své matky, Dorothey Grabbe (1765-1856), na místním hřbitově 'Weinbergfriedhof'.

## Odkaz

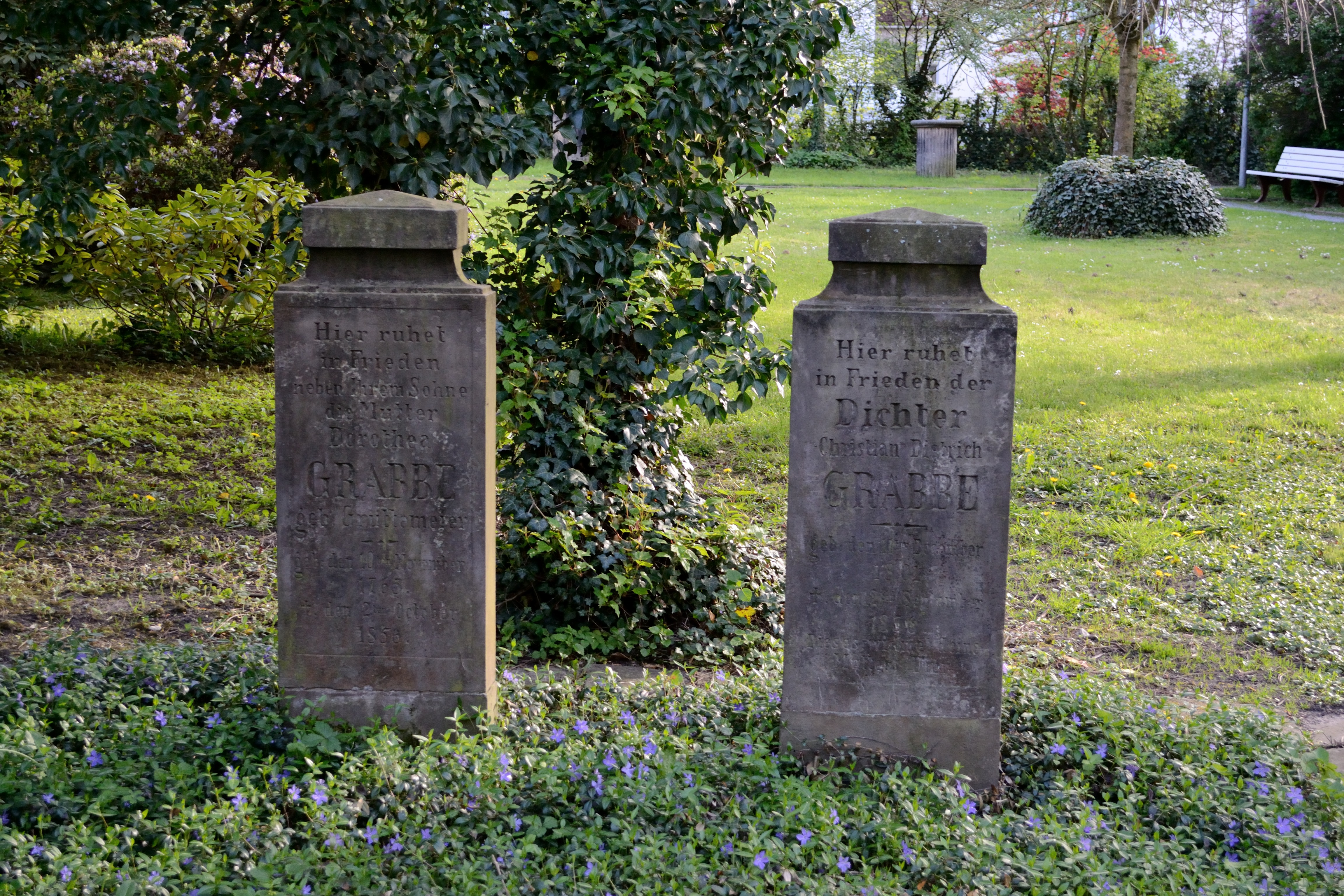
Hrob jeho a matky, Dorothey Grabbe, roz. Grüttemeier (1765–1856), v Detmoldu

Spolu s Georgem Büchnerem je Grabbe považován za jednoho z nejvýznamnějších německých dramatiků své doby. Jeho debut Herzog Theodor von Gothland překvapil soudobé kritiky svým všeprostupujícím nihilismem. Grabbe byl ovlivněn Shakespearem a hnutím Sturm und Drang. Jeho hry byly velmi ambiciózní, s davovými výstupy a rychlými přestavbami scény, které byly na hranici technických možností tehdejšího divadla. Rozložil přísné formy klasického dramatu do volně zřetězených scén, které předznamenávaly realistické drama. Hry Napoleon oder Die hundert Tage nebo Hannibal artikulují realistickou a heterogenní představu o dějinách.
Po smrti byl nejprve zapomenut, ale jeho práce znovu objevili naturalističtí a expresionističtí dramatici. Na základě občasných antisemitských výroků (zejména v Aschenbrödel) a nacionalistického zobrazení německé historie, jako v Die Hermannsschlacht o bitvě v Teutoburském lese, byl uctíván nacisty jako „velký národní básník“ a ve 30. letech 20. století po něm byly pojmenovány mnohé ulice německých měst.
Město Detmold uděluje od roku 1994 spolu s Grabbeho společností a Landesverband Lippe cenu Christiana Dietricha Grabbeho, určenou pro nová dramatická díla.

## Dílo
- Herzog Theodor von Gothland (Vévoda Theodor Gothlandský), tragédie (1822); první provedení 1892, Vídeň
- Žert, satira, ironie a hlubší význam (Scherz, Satire, Ironie und tiefere Bedeutung), komedie, (1822/1827); první provedení 1907, Mnichov
- Nannette und Maria (Naneta a Marie), melodrama (1823); první provedení 1914, Kettwig (Essen)
- Marius und Sulla (Marius a Sulla), fragment (1823–1827); první provedení 1936, Detmold
- Über die Shakespearo-Manie (O shakespearománii), kritický esej o divadle (1827)
- Don Juan a Faust (Don Juan und Faust), tragédie (1828), první provedení 1829, Detmold
- Kaiser Friedrich Barbarossa (Císař Friedrich Barbarossa), drama (1829), 1. díl hohenštaufského cyklu; první provedení 1875, Schwerin
- Kaiser Heinrich VI. (Císař Jindřich VI.), drama (1829), 2. díl hohenštaufského cyklu; první provedení 1875, Schwerin
- Etwas über den Briefwechsel zwischen Schiller und Goethe (Něco o korespondenci mezi Goethem a Schillerem), kritický esej o literatuře (1830); částečně publikováno 1835
- Napoleon oder Die hundert Tage (Napoleon aneb Sto dní), drama (1831); první provedení 1895, Frankfurt
- Kosciuzko, fragment dramatu (1835); první provedení 1941, Gelsenkirchen
- Aschenbrödel (Popelka), komedie (1829/1835); první provedení 1937, Detmold
- Hannibal, tragédie (1835); první provedení 1918, Mnichov
- Der Cid (Cid), libreto pro plánovanou operu Norberta Burgmüllera (1835); první provedení 2002, Isen
- Die Hermannsschlacht (Arminova bitva), drama (1835–1836); první provedení 1936, Detmold